# رنجرویل (تگزاس)
رنجرویل، تگزاس(به انگلیسی: Rangerville, Texas) شهری در ایالت تگزاس از ایالات جنوبی ایالات متحده آمریکا است. در سرشماری سال ۲۰۰۰، جمعیت این شهر ۲۰۳ نفر اعلام شد.